# Kaj Sundberg
Kaj Ingemar Sundberg, född 1 april 1924 i Färila, Gävleborgs län, död 7 november 1993, var en svensk diplomat och jurist.

## Biografi
Sundberg avlade juris kandidatexamen i Uppsala 1948 och blev attaché vid Utrikesdepartementet (UD) samma år. Han tjänstgjorde i Helsingfors 1949, Bombay 1952, var andre sekreterare vid UD 1954, förste sekreterare 1958, förste ambassadsekreterare i Washington, D.C. 1961, handelsråd där 1963, kansliråd och chef FN-byrån vid UD 1965, ambassadråd med ministers ställning vid svenska FN-delegationen i New York 1970, med ambassadörs ställning 1974, ambassadör i Teheran, jämväl Kabul 1978, Helsingfors 1980, Bryssel 1984 samt tjänstgjorde vid FN-delegationen i New York 1989-1990.
Han gifte sig 1966 med Ardra Hall Johnston (född 1941). Sundberg avled 1993 och gravsattes på Uppsala gamla kyrkogård.